# Heliport Bridgetown
Bridgetown Heliport (kod ICAO: TBPO) – heliport na Barbadosie, zlokalizowany w jego stolicy – Bridgetown.